# Selborne
Selborne – wieś w Anglii, w hrabstwie Hampshire, w dystrykcie East Hampshire. Leży 31 km na wschód od miasta Winchester i 73 km na południowy zachód od Londynu.